# Shakawe
Shakawe est une ville du Botswana qui fait partie du district du Nord-Ouest. La localité est située à l'entrée du delta de l'Okavango, à proximité des frontières avec la Namibie et l'Angola.
Lors du recensement de 2011, Shakawe comptait 6 693 habitants.